# NGC 5230
NGC 5230 (другие обозначения — UGC 8573, MCG 2-35-9, ZWG 73.43, IRAS13330+1355, PGC 47932) — спиральная галактика с перемычкой (SBc) в созвездии Дева.
Этот объект входит в число перечисленных в оригинальной редакции «Нового общего каталога».
В галактике вспыхнула сверхновая SN 1970P, её пиковая видимая звездная величина составила 17,2.